# Washington County (Rhode Island)
Washington County is een van de 5 county's in de Amerikaanse staat Rhode Island.
De county heeft een landoppervlakte van 862 km² en telt 123.546 inwoners (volkstelling 2000). De hoofdplaats is West Kingston.

## Bevolkingsontwikkeling
Bristol · Kent · Newport · Providence · Washington